# Gyenge Miklós
Gyenge Miklós (írói álneve: Derzsi Mihály) (Makó, 1893. december 6. – Budapest, 1985. február 13.) magyar író, újságíró, lapszerkesztő.

## Életpályája
Makón született 1893. december 6-án. Édesapja református oktató volt. A makói József Attila Gimnáziumban tanult, ahol József Attila pártfogója volt; osztályfőnöke Gebe Mihály volt. Államtudományi doktorátust szerzett. 1914-ben katonának állt, 1915-ben orosz hadifogságba esett; 1921-ben tért haza. 1922-ben a Makói Újság, 1923-ban Espersit János lapjánál - a Makói Reggeli Újságnál - dolgozott. 1935-ben Mussolinit kardcsörgetőnek nevezte, amiért a lapot betiltották, ellene sajtópert indítottak. Két hét múlva megjelentette a Makói Újságot, melynek szintén szerkesztője lett. 1944. szeptember 24-én Makó kiürítésekor ő is elhagyta a várost. 1944-ben tartalékos hadnagyként a sajtóosztályon dolgozott. 1945-ben tért haza, Szombathelyen ünnepélyesen fogadták.